# كارل نوردين
كارل نوردين (بالسويدية: Carl Nordin)‏ هو متزلج قفز سويدي، ولد في 23 ديسمبر 1989 في أورنشولدسفيك في السويد.

## وصلات خارجية
- كارل نوردين على موقع الاتحاد الدولي للتزلج (القفز التزلجي) (الإنجليزية)